# Sköldsbosjön
Sköldsbosjön är en sjö i Värnamo kommun i Småland och ingår i Lagans huvudavrinningsområde. Sjön har en area på 0,215 kvadratkilometer och ligger 186,1 meter över havet. Sjön avvattnas av vattendraget Ruskån.

## Delavrinningsområde
Sköldsbosjön ingår i det delavrinningsområde (635175-140709) som SMHI kallar för Ovan Skärsjöbäcken. Medelhöjden är 182 meter över havet och ytan är 33,83 kvadratkilometer. Det finns inga delavrinningsområden uppströms utan avrinningsområdet är högsta punkten. Ruskån som avvattnar avrinningsområdet har biflödesordning 2, vilket innebär att vattnet flödar genom totalt 2 vattendrag innan det når havet efter 195 kilometer. Delavrinningsområdet består mestadels av skog (41 %) och sankmarker (46 %). Avrinningsområdet har 0,27 kvadratkilometer vattenytor vilket ger det en sjöprocent på 0,8 %.